# Synchelidium shoemakeri
Synchelidium shoemakeri är en kräftdjursart som beskrevs av Mills 1962. Synchelidium shoemakeri ingår i släktet Synchelidium och familjen Oedicerotidae. Inga underarter finns listade i Catalogue of Life.